# Ingatorp
Ingatorp – miejscowość (tätort) w Szwecji, w regionie administracyjnym (län) Jönköping, w gminie Eksjö.
Według danych Szwedzkiego Urzędu Statystycznego liczba ludności wyniosła: 466 (31 grudnia 2015), 482 (31 grudnia 2018) i 479 (31 grudnia 2019).